# 퇴보좌파
퇴보좌파(regressive left)란 영어권에서 정치적 좌파에 속하는 사람이 이슬람주의를 비롯한 반서방·반자유적 입장을 옹호한다면 진보좌파(progressive left)가 아니라고 비난하기 위해 만들어진 멸칭이다. 이 말을 자주 입에 올리는 사람으로는 마지드 나와즈, 방송인 빌 마허와 데이브 루빈, 신무신론 운동가 샘 해리스와 리처드 도킨스 등이 있다.
퇴보좌파라는 말은 2007년 마지드 나와즈가 처음 사용했다. 나와즈는 급진이슬람주의 히즈브 웃타흐리르 소속이었으나 절연하고 세속주의 이슬람으로 전향한 인물이다. 나와즈는 이슬람주의는 “전지구적인 전체주의 신정정치 프로젝트”라며, 이슬람주의자들을 비판하지 않고 오히려 영합하는 좌파 인물들을 가리키는 말로써 “퇴보좌파”라는 말을 처음 사용했다. 나와즈는 신보수주의자들의 이라크 전쟁과 이슬람권의 신정주의를 동시에 비판할 수 있다고 믿으며, 그러지 못하고 미국의 침략을 비판하기 위해 이슬람을 옹호하는 좌파들이 퇴보좌파라고 주장하였다.
2016년, 버즈피드 뉴스 기자 조지프 번스타인은 구글 트렌드에 따르면 2015년 말엽부터 퇴보좌파라는 말이 관심을 받기 시작했으며, 이 용어가 자유주의자를 자처하는 나와즈, 마허, 도킨스 등에 의해 보급되었음에도 불구하고 실질적으로는 인터넷상에서 SWJ를 비난하는 대안우파의 수사로 사용된다고 분석했다.